# Rhyssa carina
Rhyssa carina är en stekelart som beskrevs av Wang och Hu 1993. Rhyssa carina ingår i släktet Rhyssa och familjen brokparasitsteklar. Inga underarter finns listade i Catalogue of Life.